# 김겸광
김겸광(金謙光, 1419년 ~ 1490년)은 조선 전기의 문신이다. 본관은 광산(光山)으로 자는 위경 또는 휘경, 호는 서정(西亭)이다. 서석 김국광의 동생으로, 중종 때의 훈신 김극핍의 아버지이자 김명윤의 할아버지이다. 시호는 공안(恭安)이다.

## 생애

### 초기 활동
아버지는 사헌부감찰을 지내고 사후 증 의정부영의정 광성부원군에 추증된 철산(鐵山)이며, 어머니는 대도호부사 김명리(金明理)의 딸 증정경부인(贈貞敬夫人) 안동김씨(安東金氏)이다. 고려조의 관료였던 그의 가계는 증조부 김약채(金若采)가 조선 건국에 참여하여 관직에 다시 오르게 되었다. 이후 그의 할아버지 김문은 요절하고 아버지 김철산은 사헌부 감찰에 이르렀다.
1441년(세종 24) 진사시에 합격하고, 음서로 출사하여 교도(敎導)를 역임했다. 교도로 재직 중 1453년(단종 2) 식년문과(式年文科)에 정과 23인으로 급제하여 예문관 한림(藝文館翰林)으로 벼슬길에 올랐다. 이후 세조를 지지하였고, 세조 즉위 후 세종실록을 편찬할 때 통사랑 행 예문관 검열(通仕郞行藝文館檢閱)로 춘추관 기주관을 겸하여 실록편찬에 참여하였다.

### 군사 활동
이후 사헌부 감찰, 정언, 병조좌랑, 정랑, 장령을 역임하였고 1460년(세조 6) 북쪽 오랑캐 낭이승합(浪伊升哈)이 변방을 침략하자 도체찰사에 임명된 원수 신숙주(申叔舟)의 종사관으로 여진족 토벌에 출정하였다. 이때 건주위(建州衛) 여진족의 지도자 이만주(李滿住)의 일파를 크게 격퇴하는데 공을 세워 일약 5계급 특진하여 통훈대부에 승진되고 군기감정(軍器監正)에 임명되었다. 그 후 다시 당상관인 통정대부로 승진하여 동부승지를 거쳐 우부승지에 오르니 그 때 형 국광(國光)이 호조판서로 세조의 은총이 두터웠는데 임금이 모자를 벗기고 꽃을 꽂아주며 "그대가 벼슬은 형보다 낮으나 현량한 것은 형보다 낫다." 하고 술을 권할 만큼 총애를 받았다.
1463년(세조 9) 승정원우승지, 1465년 호조참판을 거쳐 1466년 평안도절도사, 개성부윤을 지내고 다시 평안도절도사의 적임자가 없자 주변의 천거로 다시 평안도절도사로 나가 변방을 방비하였다. 1467년 예조판서 겸 의금부사가 되고 1468년에 문과의 상시관(上試官)이 되어 시험을 주관하였다.

### 생애 후반
1469년에 예조판서 겸 오위도총부 도총관이 되었고 겨울에 성종이 즉위하자 사신으로 명나라에 다녀왔으며 귀국 후, 1471년 성종의 즉위를 지지한 공로로 순성명량좌리공신에 녹훈되고 광성군(光城君)에 책봉되었다. 1475년(성종 7) 명나라에 파견되는 정조사(正朝使)로 명나라에 다녀왔고 우참찬, 좌참찬, 세자 우빈객, 좌빈객을 지냈다. 청백리(淸白吏)에 녹선되었다.
사후 증 숭정대부 의정부 좌찬성 겸 판의금부사에 추증되었으며 공안(恭安)의 시호가 추서되었다. 신도비(神道碑)는 대제학 홍귀달(洪貴達)이 지었는데 홍귀달은 그에 대한 인물평을 하기를 "몸은 하나로되 쓰이는 것은 백가지요, 들어오면 재상이요 나가면 장수로다"하였다.

## 가족 관계
- 할아버지 : 김문(金問)
- 할머니 : 양천 허씨 허응(許應)의 딸
  - 아버지 : 김철산(金鐵山)
  - 어머니 : 김명리(金明理)의 딸
    - 형님 : 김국광(金國光)
    - 동생 : 김정광(金廷光)
    - 동생 : 김경광(金京光)
    - 전처 : 유양식(柳陽植)의 딸
      - 장녀 : 최세현(崔世賢)에게 출가

    - 후처 : 진계손(陳繼孫)의 딸
      - 장남 : 김극회(金克恢)
      - 자부 : 박수종(朴壽宗)의 딸
        - 손자 : 김석윤(金錫胤)

      - 차남 : 김극치(金克恥)
      - 자부 : 성맹온(成孟溫)의 딸
        - 손자 : 김영윤(金寧胤)

      - 삼남 : 김극핍(金克愊)
      - 자부 : 이철동(李哲同)의 딸
        - 손자 : 김명윤(金明胤)
        - 손자 : 김홍윤(金弘胤)
        - 손자 : 김의윤(金懿胤)

      - 사남 : 김극개(金克愷)
      - 자부 : 박수견(朴秀堅)의 딸
        - 손자 : 김헌윤(金憲胤)

      - 오남 : 김극제(金克悌)
      - 육남 : 김극신(金克愼)
      - 차녀 : 최지성(崔智成)에게 출가
      - 삼녀 : 이복정(李福禎)에게 출가

    - 후첩 : 문화유씨
      - 칠남 : 김극신(金克愼)
      - 팔남 : 김극심(金克心)
        - 손자 : 김공윤
        - 손자 : 김온윤

## 편저
- 경상도속찬지리지 (慶尙道續撰地理誌), 김해부사 이맹현(李孟賢), 경주교수 주백손(朱伯孫), 성주교수 장계지(張繼弛), 안동교수 조욱(趙昱) 외 공저

## 같이 보기
- 김국광
- 김극핍
- 김명윤